# Kylie (album)
Kylie je debitantski album australske pjevačice Kylie Minogue, objavljen 4. srpnja 1988. godine. Album je producirao Stock, Aitken i Waterman, koji je također napisao devet od deset pjesama na albumu.

## Popis pjesama
| Br. | Skladba                    | Trajanje |
| --- | -------------------------- | -------- |
| 1.  | »I Should Be So Lucky«     | 3:24     |
| 2.  | »The Loco-Motion«          | 3:14     |
| 3.  | »Je Ne Sais Pas Pourquoi«  | 4:01     |
| 4.  | »It's No Secret«           | 3:58     |
| 5.  | »Got to Be Certain«        | 3:17     |
| 6.  | »Turn It into Love«        | 3:37     |
| 7.  | »I Miss You«               | 3:14     |
| 8.  | »I'll Still Be Loving You« | 3:52     |
| 9.  | »Look My Way«              | 3:36     |
| 10. | »Love at First Sight«      | 3:08     |

## Top ljestvice
| Top ljestvica                      | Najviša pozicija |
| ---------------------------------- | ---------------- |
| Australija                         | 2                |
| Austrija                           | 15               |
| Njemačka                           | 8                |
| Japan                              | 30               |
| Norveška                           | 10               |
| Novi Zeland                        | 1                |
| Švedska                            | 22               |
| Švicarska                          | 7                |
| Velika Britanija (UK Albums Chart) | 1                |
| SAD (Billboard 200)                | 53               |